# Piper PA-16 Clipper
Piper PA-16 Clipper — американский лёгкий самолёт общего назначения, так же существует четырёхместная модификация Piper PA-15 Vagabond. Разработан в 1947 г. Построено 736 самолётов.

## Конструкция
Piper PA-16 Clipper — высокоплан смешанной конструкции, увеличенная четырёхместная модификация Piper PA-15 Vagabond. Отличался от предыдущей модели удлинённым фюзеляжем, расширенной кабиной, дополнительным крыльевым баком. Устанавливался двигатель Lycoming O-235.

## Лётно-технические характеристики
- Экипаж: 1
- Пассажировместимость: 3
- Длина: 6,12 м
- Размах крыльев: 8,92 м
- Высота: 1,88 м
- Вес (пустой): 385 кг
- Вес (максимальный взлётный): 748 кг
- Силовая установка: 1×ПД Lycoming O-235 мощностью 115 л. с.
- Максимальная скорость: 203 км/ч
- Крейсерская скорость: 188 км/ч
- Скорость сваливания: 80 км/ч
- Дальность: 778 км
- Практический потолок: 3 385 м